# Tanaorhinus flavinfra
Tanaorhinus flavinfra är en fjärilsart som beskrevs av Inoue 1978. Tanaorhinus flavinfra ingår i släktet Tanaorhinus och familjen mätare. Inga underarter finns listade i Catalogue of Life.